# Aprus (stolica tytularna)
Aprus (łac. Archidiœcesis Aprensis) – stolica historycznej diecezji w Cesarstwie Rzymskim (prowincja Tracja), współcześnie w Turcji). Wzmianki o biskupach pochodzą z V–XI wieku. Od XIX wieku katolickie arcybiskupstwo tytularne (początkowo pod nazwą Theodosiopolis, od 1933 Aprus), od 1968 nieobsadzone.

## Arcybiskupi tytularni
| Lp. | Biskup                      | Od                  | Do                   |
| --- | --------------------------- | ------------------- | -------------------- |
| 1   | Antonino Merciai OP         | 11 grudnia 1848     | 22 października 1850 |
| 2   | Giovanni Tommaso Neuschel   | 27 września 1952    | 10 grudnia 1863      |
| 3   | Henri-Marie Amanton OP      | 11 marca 1865       | 12 października 1869 |
| 4   | Josyf Sembratowycz          | 22 grudnia 1882     | 23 października 1900 |
| 5   | Pietro Maglione             | 17 grudnia 1900     | 13 kwietnia 1903     |
|     | Michel Miroff               | 8 stycznia 1907     | 17 sierpnia 1923     |
| 6   | Nicola Marconi OFMRef.      | 31 stycznia 1911    | 9 kwietnia 1930      |
| 7   | Giuseppe Lojacono           | 1 stycznia 1939     | 13 marca 1945        |
| 8   | Ercolano Marini             | 3 października 1945 | 27 października 1945 |
| 9   | Arthur Hughes MAfr.         | 23 sierpnia 1947    | 12 lipca 1949        |
| 10  | Philip Francis Pocock       | 6 sierpnia 1951     | 14 stycznia 1952     |
| 11  | Antonio Gregorio Vuccino AA | 6 lipca 1952        | 23 kwietnia 1968     |